# The Mine with the Iron Door (1924)
The Mine with the Iron Door is een Amerikaanse western uit 1924 onder regie van Sam Wood.

## Verhaal
Twee goudzoekers vinden een klein meisje in het hutje van de bandiet Sonora Jack. De kleine Marta werd ontvoerd door Jack en de twee mannen gaan tevergeefs op zoek naar haar ouders. Marta groeit op tot een jonge vrouw en ze wordt verliefd op Hugh Edwards. Edwards redt de indiaanse Natachee uit de klauwen van een boevenbende. Als dank tonen de indianen Edwards een erg rijke goudmijn. Sonora Jack is intussen teruggekeerd en hij ontvoert Marta. In ruil voor haar vrijlating wil hij de locatie kennen van de mijn. Edwards en Natachee gaan achter de bandiet aan. 

## Rolverdeling
| Acteur              | Personage            |
| ------------------- | -------------------- |
| Pat O'Malley        | Hugh Edwards         |
| Dorothy Mackaill    | Marta Hillgrove      |
| Raymond Hatton      | Lizard               |
| Charles Murray      | Bob Hill             |
| Bert Woodruff       | Thad Grove           |
| Mitchell Lewis      | Sonora Jack          |
| Mary Carr           | Moeder van St. Jimmy |
| William Collier jr. | Chico                |
| Creighton Hale      | St. Jimmy            |
| Robert Frazer       | Natachee             |
| Clarence Burton     | Sheriff              |